# Barbara Wysoczańská
Barbara Wysoczańská za svobodna Barbara Szejová (* 12. srpna 1949 Świętochłowice, Polsko) je bývalá polská sportovní šermířka, která se specializovala na šerm fleretem. Polsko reprezentovala v sedmdesátých a osmdesátých letech. Na olympijských hrách startovala v roce 1976 a 1980 v soutěži jednotlivkyň a družstev. V roce 1984 přišla o start na olympijských hrách kvůli bojkotu. V soutěži jednotlivkyň získala na olympijských hrách 1980 bronzovou olympijskou medaili. S polským družstvem fleretistek vybojovala na mistrovství světa druhé (1978) a třetí místo (1971).